# Private Wings
Private Wings (Flugcharter) (mã IATA = 8W, mã ICAO = PWF) là hãng hàng không của Đức, trụ sở ở Berlin. Hãng có căn cứ chính ở Sân bay quốc tế Berlin-Schönefeld.

## Lịch sử
Private Wings được thành lập và bắt đầu hoạt động từ năm 1991. Hãng có các dịch vụ chở khách thuê bao từng chuyến, chở hàng hóa và bay cứu thương.

## Đội máy bay
(Tháng 8/2006):
- 3 Dornier 328-100 (D-CREW, D-CPWF)
- 1 Dornier 328Jet (D-BJET)
- 2 Raytheon Beech 1900D Airliner[1] (D-CSAG, D-COCA)
- 1 Beechcraft B300 King Air 350 (D-COLA)